# Indri (ort i Indien)
Indri är en ort i Indien.   Den ligger i distriktet Karnāl och delstaten Haryana, i den norra delen av landet, 140 km norr om huvudstaden New Delhi. Indri ligger 262 meter över havet och antalet invånare är 15 954.
Terrängen runt Indri är mycket platt. Runt Indri är det tätbefolkat, med 411 invånare per kvadratkilometer. Närmaste större samhälle är Lādwa, 12,7 km norr om Indri. Trakten runt Indri består till största delen av jordbruksmark.